# Kloster Mariental (Steinheim an der Murr)
Das Kloster Mariental war ein Konvent der Dominikanerinnen in Steinheim an der Murr. Es wurde 1254 durch Elisabeth von Blankenstein (geb. von Steinheim) und ihren Gemahl Berthold von Blankenstein gestiftet und gegründet. Wahrscheinlich war bereits hier die später erfolgte Inkorporation in den Dominikanerorden vorgesehen. Ab dem späten 13. Jahrhundert galt Mariental, das damals auch die Herrschaft über den Ort Steinheim innehatte, als reichsunmittelbar. Zu Beginn des 16. Jahrhunderts zählte es zu den reichsten Klöstern Württembergs. In Folge der württembergischen Reformation wurde das Kloster 1582 aufgelöst, nachdem die Nonnen sich zuvor mehrere Jahrzehnte trotz starkem und zum Teil militärischem Druck von Seiten Württembergs geweigert hatten, ihren alten Glauben aufzugeben.

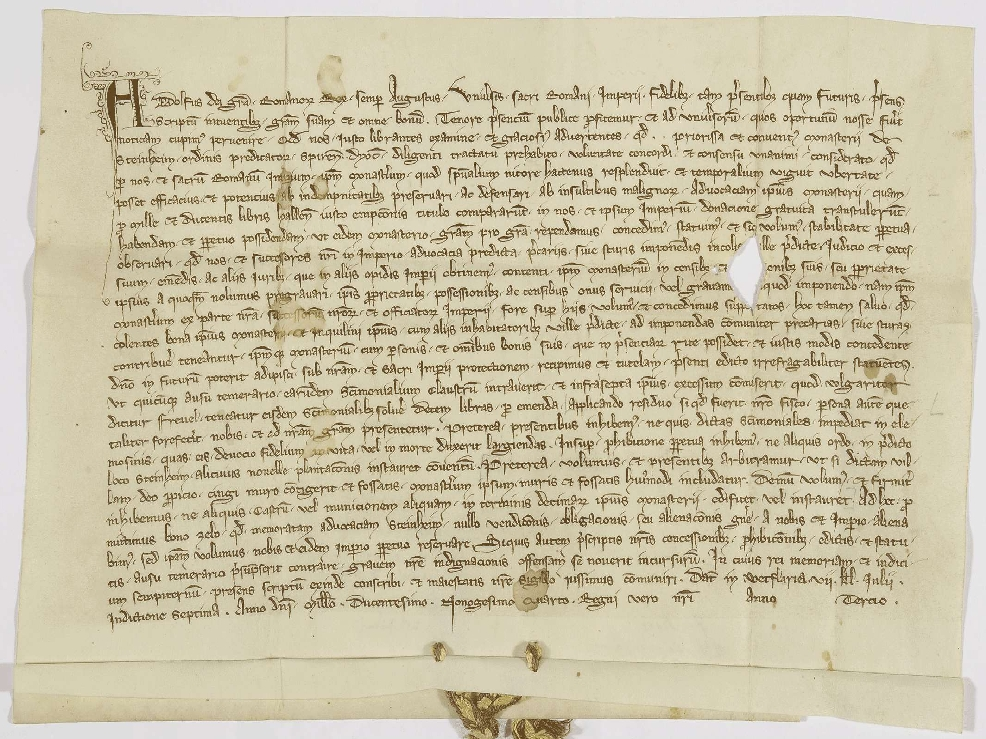
König Adolf von Nassau übernimmt die Vogtei des Klosters Steinheim, 25. Juni 1294.

## Die Zeit bis zur Stiftung und Gründung 1254
Im Jahr 1235 erhielt Elisabeth von Steinheim nach einer Rechtsstreitigkeit zwischen den Grafen Alwig und Berthold von Sulz sowie Elisabeths Vater Albert von Steinheim das Patronatsrecht der Kirche in Steinheim.
Nach der ersten Ehe Elisabeths von Steinheim (während der sie den Namen Elisabeth von Hohenriet bzw. Elisabeth von Heinriet trug), folgte eine zweite Ehe mit Berthold von Blankenstein. Damit diese zweite Ehe vor der Kirche Gültigkeit erhielt, war die Genehmigung des Papstes Innozenz IV. erforderlich, die am 4. April 1251 erteilt wurde.
Am selben Tag genehmigte der Papst auch die Gründung des Klosters in Steinheim.
Aufgrund der Datumsgleichheit und des Umstands, dass Elisabeth von Steinheim bereits einmal verheiratet war, geht man davon aus, dass die Ehegenehmigung durch die Klostergründung unterstützt werden musste.
Im Jahr 1254 fand schließlich die Schenkung des Klosters statt. Die Stiftung umfasste u. a. das Patronat der Kirche in Steinheim, den Ort Jux (Spiegelberg) und weitere Besitzungen. Als Grundlage des Zusammenlebens im Kloster wurde die Augustinusregel festgeschrieben.
Eine Nonne des Klosters trug den Namen Burcsint von Heinriet, deren Mutter eine geborene Blankenstein war. Somit war Elisabeth von Steinheim zweimal mit dieser Nonne verwandt: Einmal über Elisabeths ersten Mann Gerung von Heinriet (Gerung von Hohenriet) und ein weiteres Mal über ihren zweiten Ehemann, Berthold von Blankenstein.

## Der Aufschwung des Klosters nach 1254
In den Jahren nach der Gründung erwarb das Kloster weitere Güter im nahen Umkreis. Unter anderem wurden folgende beurkundete Käufe getätigt:
- 5. Oktober 1255: Die Priorin und die Nonnen des Klosters kauften Markgraf Rudolf von Badens Hof für 100 Pfund Heller und 40 Mark Silber.[10] Dieser Hof bildete den baulichen Grundstock des Klosters. An das für damalige Verhältnisse sehr große Gebäude wurde direkt die spätere Klosterkirche angeschlossen. Eine Mauer des heutigen Klostermuseums wurde auf dieses Gebäude zurückgeführt.
- 1260: Das Stifterehepaar befreite das Kloster von allen Vogteirechten.[11]
- 1260: Stifter Berthold von Blankenstein verpflichtete sich gegenüber der Priorin des Klosters wegen des Rückkaufs von Besitzungen seiner Frau Elisabeth und möglichen Schadenersatzes für den Markgrafen Rudolf von Baden.[12]
- 13. Oktober 1261: Das Kloster wurde gemäß einer Verfügung von Papst Urban IV. zu einem Dominikanerkloster.[1][13]
- 24. Mai 1262: Bischof Heinrich von Speyer bewilligte die Einverleibung des Augustiner-Nonnenklosters Steinheim in den Dominikanerorden und seine Unterstellung unter den Meister und Prior dieses Ordens in deutschen Landen.[14]
- 9. Juni 1262: Priorin Sabina und der Konvent von Steinheim versprachen allen auf ihrer Kirche als der ehemaligen Pfarrkirche in Steinheim haftenden Verpflichtungen gegen den Bischof von Speyer und den Archidiakon, Propst von St. Guido, getreulich nachzukommen.[15]
- 21. Februar 1265: Vier Tage vor seinem Tod beurkundete Graf Ulrich von Württemberg, dass sein Getreuer, der Edle Berthold von Blankenstein, den Hof zu Steinheim, der einst des Markgrafen von Baden gewesen, auf sein Absterben dem Kloster Steinheim als frei angefallen erklärt habe.[16]
- 25. April 1269 erwarb Elisabeth von Blankenstein, mittlerweile verwitwet, gegen die Überlassung der Hälfte ihrer Güter an die Lehensherren Graf Gottfried von Löwenstein und Graf Hartmann von Grüningen (heutiges Markgröningen), die andere Hälfte zu freiem Eigentum und schenkte diese dem Kloster.[17]
- 17. Februar 1270: Das Kloster Steinheim verkaufte dem Spital in Esslingen 24 Jauchert Acker und eine Wiese für 15 Pfund 5 Schilling Heller.[18]
- 7. November 1271: Für den Verkauf der Vogtei über Steinheim an das Kloster erhielt der Bischof Berthold zu Würzburg als Ersatz das Dorf Glattbach und einen Hof in Weihingen.[19]
- 11. November 1271: Das Kloster Steinheim bezahlte 200 Pfund Heller für die Vogtei über Steinheim.[20]
- 16. November 1271: Eigentumswechsel der Vogtei zu Steinheim von Bischof Berthold zu Würzburg an das Kloster Steinheim.[21][22]
- 22. Februar 1272: Verpachtung eines Teils der Pfarrei Steinheim durch die Chorfrauen zu Oberstenfeld an das Kloster Steinheim. Der Preis betrug 7 Malter Weizen, Spalt und Haber nach Oberstenfelder Maß.[23]
- 1274: Das Kloster verkaufte einen Hof in Bellingen, der nach dem Tod der drei Käufer wieder zurück an das Kloster fiel.[24]
- 28. Januar 1275: Übertrag der Vogtei Steinheim, Sigebotsbuch und Lehrhof an das Kloster Steinheim durch Bischof Berthold zu Würzburg.[25]
- 5. Oktober 1275: Schenkung dreier Güter in Murr, Poppenweiler und Sulzgries durch die Witwe des Ritters Wolfram, Vogts von Rems.[26]
- 11. September 1277: Kauf von 3 Jauchert Acker für 5 Pfund Heller.[27]
- 21. Oktober 1277: Kauf von Gütern in Löhern von Berthold von Neuffen und seiner Frau Richenza von Löwenstein für 160 Pfund Heller.[28]
- 21. Oktober 1279: Kauf von Gütern in Löhern für 160 Pfund Heller.[29]
- 1282: Schenkung von Gütern und Einkünften in Erdmannhausen von der Witwe Albert Eichmanns aus Marbach.[30]
- 5. Dezember 1283: Verpflichtung von Dieter, genannt Wolf von Wunnenstein, und seiner Frau Mechthild, jährlich 4 Pfund Einkünfte und 1 Pfund Wachs abzugeben.[31]
- 25. September 1285: Kauf des Hofs Hornungshoven für 155 Pfund Heller, 1 Malter Dinkel und 1 Malter Roggen.[32]
- 13. März 1295: Ritter Friedrich von Gomaringen verkaufte ein Sechstel des Zehnten zu Ingersheim und einen Weinberg an das Kloster Steinheim.[33]
- 11. August 1297: Dietrich von Ingersheim genannt Gänsebüttel verkaufte dem Kloster Steinheim eine Gült auf Gütern zu Ingersheim.[34]
- 1. März 1300: Kauf eines Ackers.[35]

## Streitigkeiten und Politik

### Der Streit um die Gemeinde Rietenau
Das Dorf Rietenau und ein Hof in Benningen am Neckar wurde am 6. Oktober 1262 von Abt Volland von Hirsau gekauft. Der Kauf der Gemeinde Rietenau wurde von dieser nicht anerkannt. Der Prior B. des Heiligen Grabes in Speyer entschied jedoch, dass der Kauf Rechtens war und Rietenau an das Kloster Steinheim ging. Es wurde weiterhin die Anerkennung der Rechte des Steinheimer Klosters abgelehnt. Daraufhin wies am 15. Oktober 1265 der Propst Otto von St. Wido in Speyer den Kämmerer in Murr an, dass falls die Gemeinde Rietenau weiterhin nicht einsichtig sei, die Gemeinde feierlich zu exkommunizieren sei und mit dem Interdikt belegt würde, das der Gemeinde jegliche gottesdienstliche Handlungen untersagt hätte. Am 29. September 1270 wurde schließlich der Verkauf der Gemeinde Rietenau durch Abt Volland und dem Konvent Hirsau an das Kloster Steinheim beurkundet.

### Weitere Rechtsstreitigkeiten und Politik
- 20. April 1270: Streit gegen Konrad von Heinrieh wegen des Freihofs und des Patronatrechts in Steinheim.[43]
- 15. August 1284: König Rudolf I. beurkundete die Erledigung der Klage des Klosters Steinheim wegen Anfechtung des Patronatrechts in Uffkirch durch Graf Eberhard von Württemberg.[44]
- 1289: Der Prior von Esslingen wurde beauftragt Ungehörigkeiten im Kloster Steinheim abzustellen.[45]
- 25. Juni 1294: Um württembergische Ansprüche an das Kloster abzuwehren, begab sich das Kloster unter den Schutz von König Adolf von Nassau, der die Vogtei des Klosters Steinheim übernahm.[1][46][47]
- 1295: Verpflichtung des Klosters, die Schwestern Elsbet und Hadwig von Weinsberg zu Wimpfen bis zu deren Lebensende zu versorgen (Leibgedinge).[48]
- 19. August 1299: König Albrecht übernahm die Vogtei des Klosters Steinheim und setzte seine und des Klosters Rechte fest.[49]
- 1303: Papst Benedikt XI. erklärte das Kloster für exemt, d. h., dass das Kloster eine größere rechtliche Eigenständigkeit gegenüber den lokalen kirchlichen Amtsträgern bekam.[1]
- 1478: Das Kloster wurde durch den Stuttgarter Dominikaner Johannes Pruser reformiert.[1]
- 1525: Das Kloster war das zweitreichste Frauenkloster der Region.[1]

### Der Niedergang des Klosters
Ab 1552 versuchte Herzog Christoph von Württemberg seine Ansprüche auf das Kloster mit militärischen Mitteln durchzusetzen und die Reformation zu etablieren. Dabei stieß er auf den Widerstand sowohl der Nonnen als auch der Bürger Steinheims. 1559/1560 setzte Württemberg gewaltsam eine neue Klosterverwaltung durch. Zu diesem Zeitpunkt bestand der Konvent noch aus der Priorin Emerentia von Kaltental, 23 weiteren dominikanischen Nonnen und 7 Laienschwestern, die sich gemeinschaftlich weigerten das Kloster zu verlassen oder die Konfession zu wechseln. Bis 1571 ging die Zahl der Dominikanerinnen auf 18 Konventualinnen und 3 Novizen zurück. Erst nach 1574 verließen die meisten Nonnen das Kloster. 1582 starb die letzte Dominikanerin; das Kloster blieb von da an unbewohnt.
In der Folgezeit wurden die Gebäude als Lagerräume benutzt. Während des Dreißigjährigen Kriegs brannten große Teile des Klosters 1643 nach Abzug einer militärischen Besatzung bis auf Mauerreste ab.

## Priorinnen des Klosters
Nachfolgend aufgelistet sind die urkundlich  und über Inschriften  nachgewiesenen Priorinnen des Klosters:
| Bilindis                | nachgewiesen 1274                            |
| Adelheid von Ingersheim | nachgewiesen 1295–1314                       |
| Guta                    | nachgewiesen 1330                            |
| Agnes                   | nachgewiesen 1335                            |
| Elisabeth von Gröningen | nachgewiesen 1339                            |
| Hadwig Phenigmann       | nachgewiesen 1344                            |
| Luitgard von Kirchberg  | nachgewiesen 1355                            |
| Adelheid von Vil        | nachgewiesen 1363–1376                       |
| Adelheid von Pfäffingen | nachgewiesen 1387 (als Nonne seit 1351)      |
| Anne von Gundelfingen   | nachgewiesen 1400                            |
| Bertha                  | nachgewiesen 1406                            |
| Bet Kellner             | nachgewiesen 1410–1427                       |
| Angela von Mönsheim     | nachgewiesen 1444–1447 (als Nonne seit 1406) |
| Anna von Liebenstein    | nachgewiesen 1476                            |
| Anna von Helfenstein    | nachgewiesen 1478                            |
| Ursula von Ramstein     | 1478–1511                                    |
| Katharina Geisberg      | um 1521–1548                                 |
| Emerentia von Kaltental | um 1550–nach 1560                            |